# نمرقة

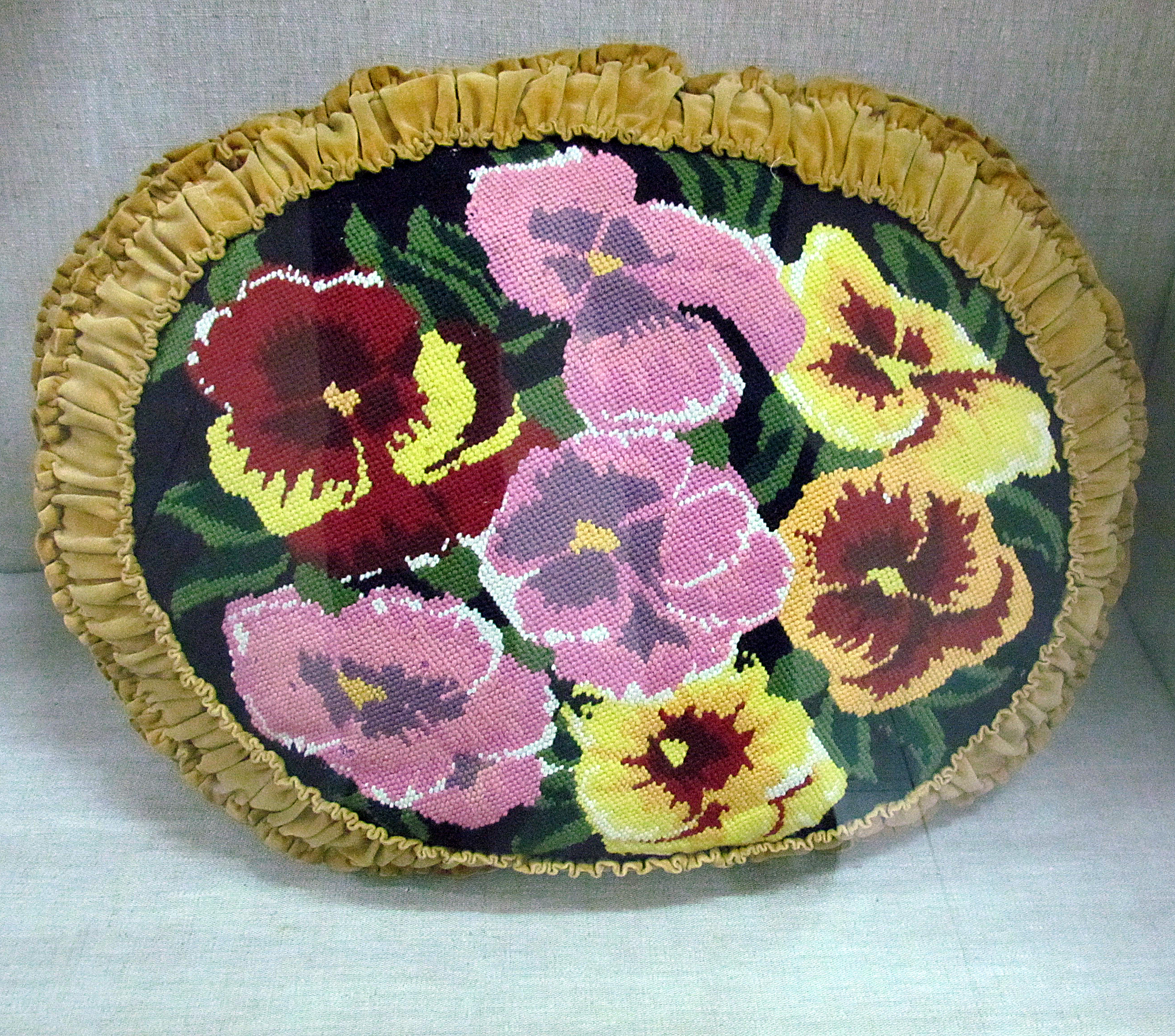
نمرقة من متحف يوغوسلافيا

النُّمْرُقَة (الجمع: نَمَارِق) أو الشلتة (الجمع: شَلْتَات، شِلَت) أو الخدادية من الأثاث المنزلي، وهي وسادة صغيرة محشوة بالريش أو نحوه، تُنثر على الأرائك أو الأسرّة أو المجالس عموماً. الغرض منها أن تكون بطانة عند الجلوس، بخلاف الوسادة التي تحمل الرأس وتسنده عند النوم.

## في القرآن الكريم
وردت كلمة نمارق في القرآن الكريم بصيغة الجمع في الآية التالية:﴿وَنَمَارِقُ مَصْفُوفَةٌ ۝١٥﴾ [الغاشية:15]